# Африканская шпорцевая кукушка
Африканская шпорцевая кукушка (лат. Centropus superciliosus) — вид птиц семейства кукушковых (Cuculidae). Выделяют два подвида. Распространены в Африке южнее Сахары, на юго-западе Аравийского полуострова и острове Сокотра.

## Описание

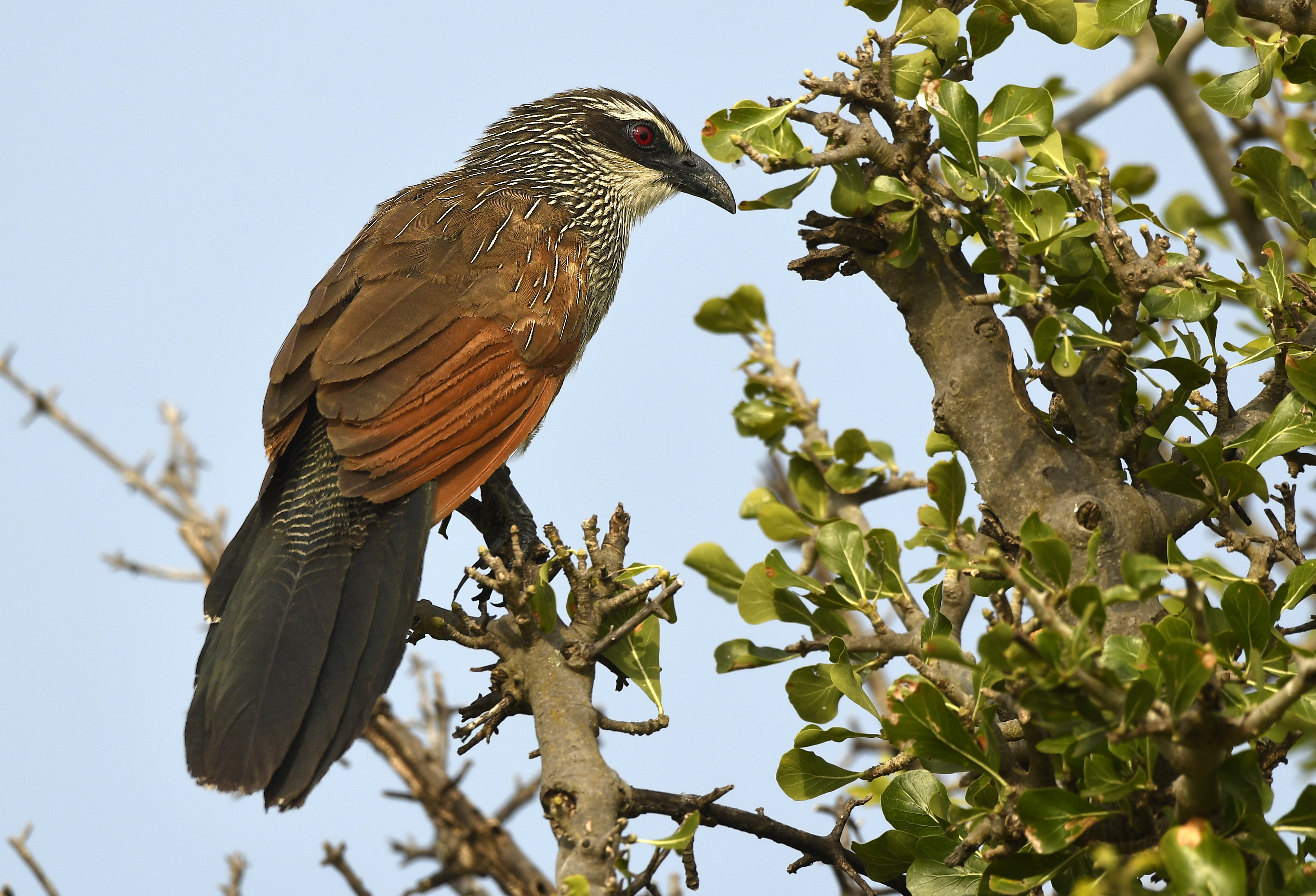

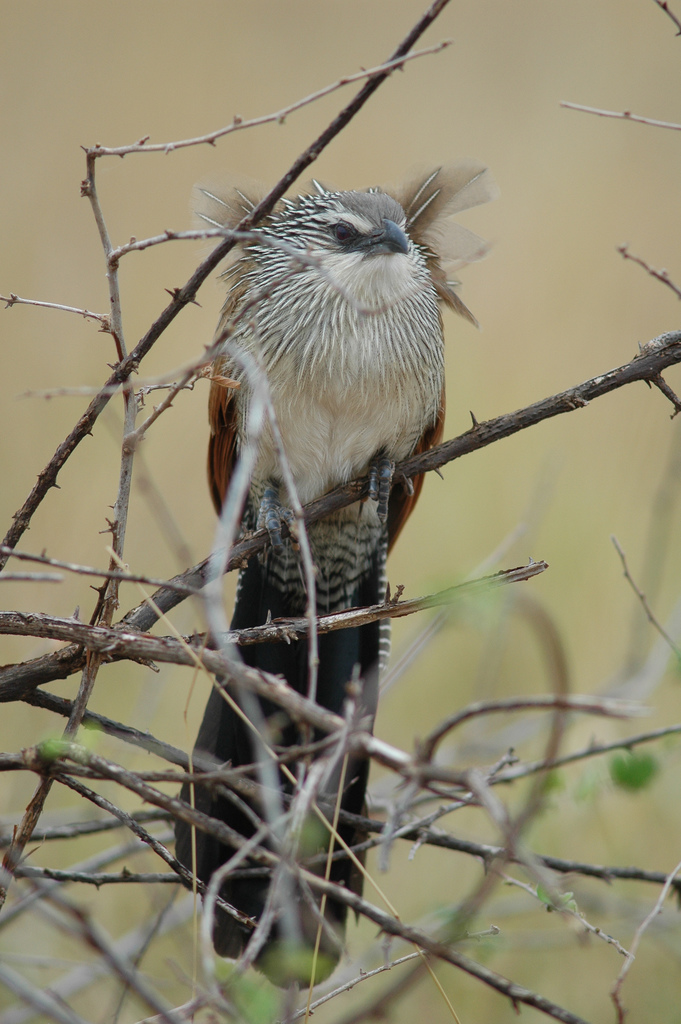
Молодая особь

Африканская шпорцевая кукушка — птица среднего размера, длиной от 36 до 42 см и массой от 145 до 210 г. Самки немного крупнее самцов и в среднем весят около 180 г, тогда как самцы — около 160 г. Половой диморфизм в окраске оперения не выражен. У взрослых особей макушка и затылок черноватые, голова тёмно-коричневая с белым надбровьем и широкой чёрной полосой, проходящей через глаз. Шея от затылка до мантии черноватая с яркими беловатыми полосами. Спина рыжевато-коричневая, надхвостье черноватое, длинный мощный хвост черновато-коричневый с зеленоватым отливом. Крылья каштанового цвета.  Нижняя часть тела кремово-белая, с тёмными полосками; на груди волоски от кремово-желтоватого до беловатого цвета. Радужная оболочка красная, клюв чёрный, ноги чёрные или серо-голубые.
Молодые птицы имеют жёлто-коричневые полосы на голове и шее, надглазничная полоса желтоватая и менее выражена, крылья и хвост с жёлто-коричневыми полосками, нижняя сторона желтовато-коричневая.

## Биология
Африканская шпорцевая кукушка обитает на влажных лугах, в том числе на пойменных; на болотах, в тростниковых зарослях по берегам рек и озёр. Встречается на высоте от уровня моря до высоты 2800 м над уровнем моря.
Добывает пищу на земле среди высокой травы. Питается насекомыми, пауками, улитками, ящерицами, змеями, лягушками, мелкими грызунами и птицами, а также птенцами и яйцами.
Моногамные птицы. Сезон размножения в Эфиопии длится с марта по июнь, в основном в сезон дождей в Кении, с декабря по февраль в Замбии, с октября по март в Малави, с сентября по февраль в южной части Африки. 
Гнездо куполообразной формы с боковым входом, сооружается из травы и веток и размещается в камышах или в кустах. В кладке 3—5 белых яиц. Насиживает преимущественно самец в течение 14—15 дней. Кормление птенцов осуществляют оба родителя.

## Подвиды и распространение
Выделяют два подвида:
- C. s. superciliosus Hemprich & Ehrenberg, 1829	— юго-запад Аравийского полуострова, остров Сокотра, от востока Судана до запада Сомали, Кения, северо-восток Уганды и северо-восток Танзании
- C. s. loandae Grant, 1915 — от Уганды и юго-запада Кении до севера Зимбабве, Ботсваны и Анголы